# Di mattina molto presto
Di mattina molto presto è il 1º album di Lucio Quarantotto, pubblicato nel 1982 con l’etichetta Conveyor.

## Tracce
1. Rissosi (Testo di Lucio Quarantotto; musica di Francesco Sartori)
2. Un amore (Testo e musica di Lucio Quarantotto)
3. Strada (Testo e musica di Lucio Quarantotto)
4. Caffè austriaco (Testo di Lucio Quarantotto; musica di Piercarlo D’Amato)
5. Di mattina molto presto (Testo di Lucio Quarantotto; musica di Lucio Quarantotto e Piercarlo D’Amato)
6. Mandolino (Testo e musica di Lucio Quarantotto)
7. Scaricano legno nero (Testo di Lucio Quarantotto; musica di Lucio Quarantotto e Piercarlo D’Amato)
8. Ulrike Meinhof (Testo e musica di Lucio Quarantotto)
9. Entrai in un ristorante (Testo e musica di Lucio Quarantotto)